# Reinhold Kolarczyk
Reinhold Kolarczyk (* 3. Februar 1906 in Nikolai, Oberschlesien; † 15. Dezember 1964 in Winhöring) war ein deutscher Politiker des Gesamtdeutsches Blockes/Bund der Heimatvertriebenen und Entrechteten.

## Leben
Kolarczyk besuchte neun Jahre die Oberrealschule in Königshütte und Beuten (OS) und legte 1926 die Reifeprüfung ab. Anschließend studierte er von 1927 bis 1931 Germanistik, deutsche Geschichte und Zeitungswissenschaften in Berlin, Wien und Breslau. Zudem promovierte er im Dezember 1931 zum Dr. phil. in Breslau mit der Doktorarbeit über „Kaiser Heinrich IV im deutschen Drama“. Zum 1. Mai 1933 trat er der NSDAP bei (Mitgliedsnummer 2.665.193). Er arbeitete von 1931 bis Anfang 1945 als Redakteur und Chefredakteur in Königshütte, Görlitz, Glatz (Schlesien) und Beuthen (OS). Seit 1945 war er als Heimatvertriebener freier Schriftsteller und redaktioneller Mitarbeiter mehrerer Zeitungen tätig.
Er war vom 27. November 1950 bis zum 3. Dezember 1958 Mitglied des Bayerischen Landtages und gehörte bis zum 4. November 1957 der Fraktion der GB/BHE und danach bis zum 3. Dezember 1958 der GB-Fraktion an. Er saß für den Wahlkreis Oberbayern im Landtag und war dort Vorsitzender des Ausschusses für Eingaben und Beschwerden und Mitglied des Beirats bei der Landeszentrale für Heimatdienst, des Beirats der Bücherei des Landtags und stellvertretendes Mitglied des Gefängnisbeirats der Strafanstalt Breslau und Jugendanstalt Laufen-Lebenau. Des Weiteren arbeitete er im Ausschuss für Wahlprüfung, im Ausschuss für kulturpolitische Angelegenheiten und im Zwischenausschuss mit.